# روبيرت شيلدر
روبيرت شيلدر (بالهولندية: Robbert Schilder)‏ (18 أبريل 1986 بأمستلفين في هولندا - ) هو لاعب كرة قدم هولندي في مركز الدفاع. شارك مع منتخب هولندا تحت 21 سنة لكرة القدم. أما مع النوادي، فقد لعب مع أياكس أمستردام وتفينتي أنشخيدة وناك بريدا وهيراكليس ألميلو وJong FC Twente ‏.

## وصلات خارجية
- روبيرت شيلدر على موقع الاتحاد الأوربي (الإنجليزية)
- روبيرت شيلدر على موقع قاعدة بيانات كرة القدم.إي يو (الإنجليزية)
- روبيرت شيلدر على موقع بيانات كرة القدم. دي إي (الألمانية)
- روبيرت شيلدر على موقع Soccerway.com (الإنجليزية)
- روبيرت شيلدر على موقع عالم كرة القدم.نت (الإنجليزية)
- روبيرت شيلدر على موقع AS.com (الإسبانية)